# Kazin (powiat nakielski)
Kazin – wieś w Polsce położona w województwie kujawsko-pomorskim, w powiecie nakielskim, w gminie Nakło nad Notecią.
W latach 1975–1998 miejscowość należała administracyjnie do województwa bydgoskiego.